# No me enseñaste
«No me enseñaste» es una canción y sencillo de la cantante mexicana Thalía, el segundo sencillo de su disco homónimo. Fue lanzada el 22 de julio de 2002. Esta canción es considera la más exitosa de la cantante mexicana, además de ser una de las más representativas.

## Información de la canción
La canción fue escrita por Estéfano y Julio C. Reyes, y producido por Estéfano. El video musical de esta canción fue dirigido por Antti Jokinen y se lanzó a Nueva York, en este vídeo, Thalía canta con una banda en un garaje, y, en algunas escenas canta bajo la lluvia. El vídeo fue transmitido por primera vez en agosto de 2002.[cita requerida] En enero de 2017 el vídeo obtuvo una certificación de VEVO por superar las 100 millones de reproducciones en YouTube.
Junto a Entre el mar y una estrella, Amor a la mexicana y Piel morena, No me enseñaste se convierte en uno de los hits más recordados de la cantante por el público general siendo catalogada como una de las mejores baladas en español. En una presentación en vivo de Premios lo Nuestro Thalía interpretó la canción sobre una especie de grúa que la trasladaba por todo el escenario.

## Versiones
Canciones del CD
«No me enseñaste» [Versión Álbum / Balada]– 4:25
«No me enseñaste» [Salsa Remix / Marc Anthony Remix] – 4:30
«No me enseñaste» [Versión Remix / Estéfano Remix] – 4:18
«No me enseñaste» [Versión Regional] – 3:05

### Remixes oficiales
1. Versión del Álbum
2. Marc Anthony Mix / Salsa Remix
3. Estéfano Mix / Dance Remix
4. Versión Regional
5. Obaman Club Mix
6. Obaman Radio Edit

## Posiciones en listas
Después del éxito que tuvo con su anterior sencillo Tú y yo, No me enseñaste fue lanzada a finales de julio, convirtiéndose en un éxito, mucho mayor, que el sencillo anterior. En el Billboard Hot Latin Tracks el sencillo debutó en el #49 en la semana del 24 de agosto de 2002, ascendiendo al #1 nueve semanas después, ocupando ese lugar dos semanas consecutivas, y permaneciendo en el top 12 semanas.
| Lista (2002)                                | Máxima Posición |
| ------------------------------------------- | --------------- |
| U.S. Bubbling Under Hot 100 Singles         | 3               |
| US Latin Airplay (Billboard)                | 1               |
| US Hot Latin Songs (Billboard)              | 1               |
| U.S. Billboard Latin Tropical/Salsa Airplay | 1               |